# Palmares de la Coronilla
Palmares de la Coronilla es una localidad balnearia del departamento de Rocha, Uruguay.

## Ubicación
El balneario se encuentra situado en la zona noreste del departamento de Rocha, sobre las costas del océano Atlántico, al noreste de La Coronilla. Se accede al balneario por camino vecinal desde la ruta 9.

## Población
Según el censo de 2011 la localidad contaba con una población de 10 habitantes.
| 4             | 10 |
| (Fuente: INE) |    |